# 胡家园街道
胡家园街道，是中华人民共和国天津市滨海新区下辖的一个乡镇级行政单位。

## 行政区划
胡家园街道下辖以下地区：
光明里社区、前进里社区、胡北社区、远洋城社区、红光家园社区、觉祥园社区、馨顺园社区、远洋滨尚社区、旭辉澜郡社区、欣美园社区、馨盛园社区、佳顺苑社区、佳美苑社区、星海苑社区、远洋滨瑞社区、宇康园社区、滨兴花园社区、远洋滨雅社区、新湖苑社区、河头村、南窑村、刘庄子村、一疙瘩村、郑庄子村、于庄子村、周庄子村、田庄子村、大埝村村、五十间房村、头道沟村、八堡村、义和庄村、中心庄村、中八车村、中西村、三川桥村、六道沟村和中心桥村。